# Ličko polje (Lika)
Ličko polje, polje u kršu Like, uz istočne padine Velebita; obuhvaća 465 km². Leži na visini od 565 m do 590 m. Pruža se u dinarskom smjeru (sjeverozapad–jugoistok), a sastoji se od pet manjih polja: Lipovog, Kosinjskog, Pazariškog, Brezovog i Gospićkog. Veće su rijeke Lika i Ričina. Zastupljeno je poljodjelstvo (krumpir i dr.) i stočarstvo. Poljem vodi cesta Karlovac–Gospić–Karlobag, lokalna cesta Gospić–Gračac te lička željeznička pruga. Najznačajnije je mjesto Gospić (6561 st., 2011.), najveće ličko naselje.

## Vanjske poveznice
|  | Zajednički poslužitelj ima još gradiva o temi Ličko polje (Lika) |